# Cmentarz wojenny w Grabowcu
Cmentarz wojenny w Grabowcu – cmentarz z I wojny światowej znajdujący się we wsi Grabowiec w województwie lubelskim, w powiecie radzyńskim, w gminie Kąkolewnica.
Cmentarz założono na planie prostokąta o wymiarach około 44 na 34 m, otoczonego wałem ziemnym. Obecnie układ mogił zatarty.
Na cmentarzu pochowano ok. 1000 żołnierzy austro-węgierskich i niemieckich oraz nieznaną liczbę ofiar wojny 1920 roku.